# 王鐸 (天啟進士)
王鐸（1592年—1652年4月28日），字覺斯，一字覺之，號嵩樵、十樵、石樵、癡庵、東臯長、癡庵道人、煙潭漁叟、雪塘漁隱、癡仙道人、蘭台外史、雪山道人、二室山人、白雪道人、雲岩漫士等，生于河南孟津县（今河南孟津），籍平阳府洪洞县（今山西省洪洞县），世稱「王孟津」，明末清初官員，进士出身，书画家。

## 生平
王鐸幼时家境贫寒，“不能一日两粥”，母亲陈氏曾将陪嫁的“钏珥链柎鬻之市，以供朝夕”。聰穎慧敏，十八歲就學於山西蒲州河東書院，明天启二年（1622年）成進士，任翰林院庶吉士、編修、少詹事，累擢禮部尚書。南明弘光朝任東閣大學士、次輔。
顺治二年（1645）五月，清軍攻佔南京後，降清。顺治六年（1649年），授礼部左侍郎，充《太宗文皇帝实录》副总裁，官至弘文院大學士，授禮部尚書。順治八年（1651年），晉少保兼太子太保。順治九年（1652年），三月十八日病逝于孟津，赐祭葬，諡文安。“赠太保。蔭一子為中書舍人”（据《清實錄順治朝實錄》）。葬于偃师县城东山化乡石家庄村南。明萬曆三十八年（1610年）庚戌科探花钱谦益作《故宫保大学士孟津王公墓志铭》，明天啓二年（1622年）壬戌科同榜进士张镜心为其作《王文安公神道碑铭》。《清史稿》卷七十九有传。
寫書法主張「一日臨帖，一日應請索」，非常專注於書法上。書風傾向「剛強」。

## 書畫诗成就

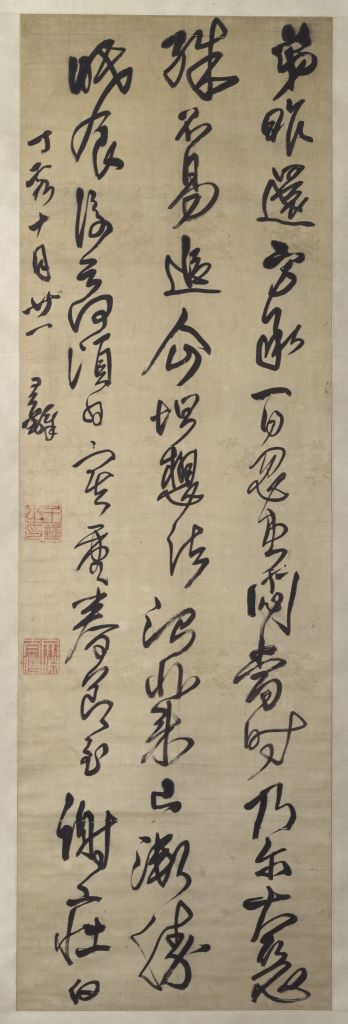
王铎草书临谢庄帖轴，1647，故宫博物院

王鐸博學好古，能作詩、寫文章，兼能繪畫，開創一代書風。其书法笔力雄健，长于布白，楷、行、隶、草，无不精妙。姜紹書《無聲詩史》稱其“行草書宗山陰父子（王羲之、王獻之），正書出鍾元常，雖模範鍾王，亦能自出胸臆”，學米芾幾可亂真。馬宗霍在《書林藻鑒》卷十二中评其书法「縱而能斂，故不極勢而勢不盡」。有《琅華館帖》、《擬山園法帖》，諸體悉備，以草書功力最深，林散之稱其草書爲「自唐懷素後第一人」。有「神筆王鐸」之譽。明时与董其昌齐名，有“南董北王”之称。著有《拟山园诗集》、文集《拟山园选集》。有现代版的《王鐸書法十輯》、《王鐸書法全集》等，
关于绘画，他曾說：“畫寂寂無餘清，如倪雲林一派，雖有淡致，不免枯乾贏，病夫奄奄氣息，即謂之輕秀，薄弱甚矣，大家弗然”；“以境界奇創，然後生以氣暈，乃爲勝，可奈造化”。山水多有雄壯高闊之風。张庚 (清代)在《國朝畫征錄》卷上言其「畫山水宗荊、關，丘壑偉峻，皴擦不多，以暈染作氣，傅以淡色，沉沉豐蔚，意趣自別」。秦祖永的《桐阴画论》谈王铎的绘画风格是“魄力沉雄”、“力胜于韵”、用笔“险劲沉著”等。順治三年（1646年）作《漁舟蕭閑圖》（收入《歷代名賢畫粹》）、《西山卧游图》（藏山西省博物馆）；順治六年《书画合璧图》（藏日本大阪市立美术馆），是年五月作《枯兰复花图》（藏苏州市博物馆）；順治七年（1650年）作《雪景山水圖》，（收入《支那名畫寶鑒》）、《崇山兰若图》（藏北京博物馆）；罷官後作《蘭石圖卷》（收入《新版世界美術全集》）、《山水卷》（《支那名畫寶鑒》）。存世绘画作品还有《山水册》、《十里松荫图》、《深山幽居图》（以上藏辽宁省博物馆），《秋山寒鸦图》（1646），《青山图》扇面（1649）、《西山紫翠图》（1649）、《春山氣清》（1651，以上藏北京故宫博物院），《春晓观瀑图》（藏南京博物馆），《家山卧游》（1639，上海博物馆），《雪景竹石图》（1643，藏济南市博物馆），《清王鐸山水軸》（1633，藏台北故宫博物院），《山水图》（1651，藏纽约大都会博物馆）等。
著有《拟山园诗集》（张镜心序《拟山园初集》）。于顺治六年（1649）已丑在北京作《草书诗卷》，书其旧诗15首，多描写南京即将陷落之前的江南山水，其中《宿摄山湛虚静原游其二》（挚友張鏡心，号湛虚）一诗写道：“淡远归深气，空山若有人，古云忽晦色，怪树各成秋。小酌凭虚籁，幽居想幻身，豫筹明日去，驻屐为嶙峋”。曾为耶稣会教士汤若望（Schall von Bell）作《赠汤若望诗册》行书（现藏美国旧金山亚洲艺术博物馆），含七律诗八首。在清初诗坛王铎与薛所蕴、刘正宗合称为“京师三大家”（参见中國歷代文人並稱）。他在行书《为冲老太翁书诗卷》中的五言律诗《无兴》中写道：“晚年猶逆旅，无兴咏斜晖”。他在1650年（顺治七年）的一幅行草书立轴诗中写道：“船舫无友至，春水接天高。满地流空月，孤心入暗涛。旧文凋霹雳，哀鬓付葡萄。帝业光龙见，还须钓海鳌”。
内务府正白旗汉军、江宁织造曹寅在康熙四十六年（1707）丁亥的一次真州（今扬州仪征）讌集中，看到友人收藏的王铎所作的一幅扇画，有感而写短文《题王觉斯先生画扇记》：“觉斯先生书长于隶楷，画善元人小景，诗模少陵。……（此画）画笔古拙，楷如黍米”（载曹寅《楝亭文钞》）。进士书法家翁方綱在其诗《王觉斯山水轴》中评论道：“淋漓巨嶂元气收，咫尺蒸空翠来滴”，王铎在该画自跋中声称已尽“阅大内画七万六千轴”（载翁方綱《复初斋诗集》）。
钤印有：王铎之印、癡庵、癡仙道人、字覺斯、烟潭渔叟、太史氏、经筵讲官、大学士章、太傅王铎、宗伯学士、海鹤天凤、大宗伯印、太史友、存君子心行丈夫事、劲节冰霜、文渊太傅、青宫太保。

## 家庭
- 胞弟王鏞（字仲和），贡士，清初山西冀宁道、顺治二年首任河南睢陈兵备道（载《河南通志：职官》卷35）、顺治五年浙江金衢严道，善鉴藏。经其兄王铎题跋的王鏞的书画藏品包括高克恭的《云横秀岭图》、米芾的《云山烟树图》、吴镇的《渔父图》、董源的《洞天山堂圖》、巨然的《溪山萧寺图》、《秋山圖軸》、王维的《雪山行旅图》、李唐山水障子、夏圭《雪山圖》等。
- 胞弟王鑨（字子陶，号大愚），清初刑部河南司员外郎、顺治二年首任昆山县知县（载乾隆版《江南通志》卷107），工诗词，著有《大愚集诗文》，以及《红药坛》、《秋虎丘》、《双蝶梦》（王鐸序）等傳奇。
- 胞弟王镆，清顺治二年首任苏州府知府（载乾隆版《江南通志》卷107）、安徽太平府知府，善山水画。其子王无慌，三女。
- 胞弟王镡。
- 子王無黨，明朝末鑾儀衞指揮；清朝官山西平陽兵備道、山东济南道。
- 子王無咎，順治三年進士，選庶吉士，歷宏文院侍講學士，陝西西寧道，江南安徽藩使，官至太常寺卿。辑《擬山園帖》十卷，收录其父王鐸書法，順治十六年（1659）拓本。著《青嵘山房诗集》。
- 子王無回，補內閣中書舍人，有《瑞芝園集》八卷。
- 子王無愆，五品京官，出繼其叔王鏞。
- 亲家有正红旗汉军曹尔素（又名曹璧，字子谷，号退翁，c.1610s-c.1650s）（据《王鐸年譜長編》第三册），初授雲騎尉，后升内弘文院（参见内三院）侍讀學士，阵亡，授世袭骑都尉。其后代有同治甲戌（1874）科進士保昌 (同治進士)，正蓝旗汉军、光緒二年丙子（1876）恩科進士胡俊章之母曹氏。曹尔素曾收藏宋代米友仁《云山图》卷（1130，现藏美国俄亥俄州克利夫兰美术馆），每日临摹；顺治七年（1650），王鐸和弘文院侍讀學士、順治三年（1646年）丙戌科进士陳爌共同作跋于此画卷（据《王鐸年譜長編》第三册；陳爌与王鐸次子、弘文院侍讀學士王無咎进士同榜）；王鐸在此画卷多次题跋，其一赞道：“稀世之宝，超迈无伦”。
- 女婿順治六年進士張璿 (順治進士)，其父明朝进士、清初兵部侍郎張鼎延。

## 外部連結
- 黃一農：〈王鐸書贈湯若望詩翰研究──兼論清初貳臣與耶穌會士的交往〉.